# This Is Us (1.ª temporada)
A primeira temporada de This Is Us foi anunciada pela NBC em 13 de maio de 2016. Dan Fogelman é o showrunner e produtor executivo. A primeira temporada estreou em 20 de setembro de 2016.

## Elenco e personagens

### Principal
- Milo Ventimiglia como Jack Pearson[2]
- Mandy Moore como Rebecca Pearson[2]
- Sterling K. Brown como Randall Pearson[2]
- Chrissy Metz como Kate Pearson[3]
- Justin Hartley como Kevin Pearson[2]
- Susan Kelechi Watson como Beth Pearson
- Chris Sullivan como Toby Damon
- Ron Cephas Jones como William H. "Shakespeare" Hill[2]

### Recorrente
- Niles Fitch como Randall Pearson (adolescente)
- Lonnie Chavis como Randall Pearson (criança)[4]
- Hannah Zeile como Kate Pearson (adolescente)
- Mackenzie Hancsicsak como Kate Pearson (criança)[4]
- Logan Shroyer como Kevin Pearson (adolescente)
- Parker Bates como Kevin Pearson (criança)[4]
- Eris Baker como Tess Pearson
- Faithe Herman como Annie Pearson
- Jon Huertas como Miguel Rivas[5]
- Gerald McRaney como Dr. Nathan Katowski
- Jermel Nakia como William H. "Shakespeare" Hill (jovem adulto)
- Janet Montgomery como Olivia Maine
- Milana Vayntrub como Sloane Sandburg
- Ryan Michelle Bathe como Yvette
- Denis O'Hare como Jessie
- Adam Bartley como Duke
- Alexandra Breckenridge como Sophie
  - Amanda Leighton como Sophie (adolescente)
  - Sophia Coto como Sophie (criança)
- Jill Johnson como Laurie
- Caitlin Thompson como Madison

### Convidado
- Alan Thicke como ele mesmo
- Brad Garrett como Wes Manning
- Katey Sagal como Lanie Schulz
- Jami Gertz como Marin Rosenthal
- Seth Meyers como ele mesmo
- Jimmi Simpson como Andy Fannan
- Elizabeth Perkins como Janet Malone
- Peter Onorati como Stanley Pearson
- Mario Lopez como ele mesmo
- Wynn Everett como Shelly
- Ron Howard como ele mesmo
- Susan Blakely como Anne

## Produção
A emissora NBC confirmou a primeira temporada de This Is Us em 13 de maio de 2016. Dan Fogelman é o showrunner e produtor executivo, e já temos alguns atores confirmados para o elenco. Dentre eles estão o ator Ron Cephas Jones, que interpretará William H. Hill, e a atriz Susan Kelechi Watson, que interpretará Beth Pearson.
Chris Sullivan, que interpreta o interesse amoroso de Kate Pearson, Toby Damon, foi anunciado no elenco principal logo depois.
A primeira temporada estreou em 20 de setembro de 2016.

## Episódios
| N.º na série | N.º na temp. | Título                                                                         | Dirigido por               | Escrito por                                    | Exibição original       | Audiência (milhões) |
| --- | ------------ | ------------------------------------------------------------------------------ | -------------------------- | ---------------------------------------------- | ----------------------- | ------------------- |
| 1 | 1            | "Pilot" "(Piloto)"                                                             | John Requa & Glenn Ficarra | Dan Fogelman                                   | 20 de setembro de 2016  | 10,07               |
| A entrada faz referência a uma estatística baseada na Wikipédia sobre quantas pessoas fazem aniversário no mesmo dia. Jack Pearson comemora seu aniversário de 36 anos, quando sua esposa, Rebecca, entra em trabalho de parto para dar luz aos seus trigêmeos. A assistente pessoal Kate comemora seu aniversário de 36 anos voltando a tentar perder peso e se tornando amiga de Toby no aconselhamento. Seu irmão, Kevin, famoso por estrelar o programa de televisão O Babá, comemora seu aniversário de 36 anos reconhecendo sua insatisfação com seu papel no programa e pedindo demissão diante de uma transmissão ao vivo. O homem de negócios bem-sucedido Randall comemora seu aniversário de 36 anos rastreando seu pai, que o abandonou em um quartel do corpo de bombeiros no dia em que nasceu. Rebecca perde um dos trigêmeos durante o parto. É revelado que Kate Pearson e Kevin Pearson são a dupla que sobreviveu, enquanto Randall Pearson — que foi levado até o mesmo hospital por um bombeiro — é irmão adotivo de Kate e Kevin. A história de Jack e Rebecca acontece em 1980. |              |                                                                                |                            |                                                |                         |                     |
| 2 | 2            | "The Big Three" "(O Grande Trio)"                                              | Ken Olin                   | Dan Fogelman                                   | 27 de setembro de 2016  | 8,75                |
| Rebecca e Jack têm problemas conjugais. A esposa de Randall, Beth, começa a suspeitar dos motivos do pai biológico dele. Toby e Kate começam a se aproximar. Por causa de seu contrato, Kevin é obrigado a continuar no programa de televisão por mais dois anos. Kevin tenta procurar Randall para conseguir aconselhamento, mas é revelado que os dois têm um relacionamento tenso desde a infância. Nos dias atuais, Rebecca está casada com o melhor amigo de Jack, Miguel. |              |                                                                                |                            |                                                |                         |                     |
| 3 | 3            | "Kyle" "(Kyle)"                                                                | John Requa & Glenn Ficarra | Dan Fogelman                                   | 11 de outubro de 2016   | 9,87                |
| No início, o nome de Randall seria Kyle. Seu pai biológico, William (apelidado de Shakespeare), conheceu sua mãe de nascimento em um ônibus, onde se conectaram através da poesia, mas fica claro que, em algum momento, eles também desenvolveram problemas de abuso de substâncias. William leva seu filho recém-nascido para o quartel dos bombeiros. Rebecca não consegue de se conectar com "Kyle" e, mais tarde, Jack admite que também não consegue. Rebecca impede William de ver seu filho, mas o renomeia como Randall por causa do poeta favorito de William, Dudley Randall. As filhas de Randall ainda não sabem quem é William, mas, depois que Rebecca o repreende na casa de Randall, ele vai embora — então, Randall o repreende mais ainda. Kevin decide se mudar para Nova York, querendo levar Kate com ele, que tem talento para cantar, mas não quer apresentar isso. Toby faz grandes gestos para Kate, mas ela parece dar prioridade para Kevin. O câncer de William é terminal. Kevin enche Kate de amores. Toby e Kate finalmente transam. |              |                                                                                |                            |                                                |                         |                     |
| 4 | 4            | "The Pool" "(A Piscina)"                                                       | John Requa & Glenn Ficarra | Dan Fogelman & Donald Todd                     | 18 de outubro de 2016   | 9,71                |
| A família Pearson vão para a piscina, mas há alguns contratempos: Kevin quase se afoga enquanto seus pais dão atenção para Randall e Kate; Kate é excluída por suas colegas de escola por ser gorda; e, quando Randall faz amizade com outras crianças negras, Rebecca se irrita quando uma mãe sugere algumas dicas de higiene para seu filho negro. Enquanto Kevin está determinado a ter um papel sério na Broadway, nem mesmo suas sobrinhas o deixam esquecer do Babá. William é injustamente acusado de vagabundear no agradável bairro de Randall e se irrita quando Randall não o defende. Toby encontra sua ex-mulher em um encontro com Kate. Kevin arrasa em sua audição, mas sua parceira de cena diz que ele apenas conseguiu o papel por causa de sua fama no O Babá; em um flashback, é mostrado que Kevin é inseguro desde sua infância, o que pode ter o levado a atuar. Kate consegue um emprego graças a ex-esposa de Toby, Josie, que Toby diz não ser o anjo que parece ser; na verdade, os negócios dela levaram a obesidade dele, o que o fez pensar em cometer suicídio. Kevin se muda temporariamente para a casa de Randall. |              |                                                                                |                            |                                                |                         |                     |
| 5 | 5            | "The Game Plan" "(O Plano do Jogo)"                                            | George Tillman             | Joe Lawson                                     | 25 de outubro de 2016   | 8,68                |
| Os Pittsburgh Steelers vencem o Super Bowl XIV, mas Jack e Rebecca brigam sobre não terem filhos; Rebecca fica grávida de Kevin e Kate naquela noite. Miguel e sua esposa estão presentes na época. Beth Pearson acredita que está grávida novamente, mas descobre que não está. William revela para Kevin que ele é um grande fã do Babá, e ajuda Kevin a perceber que deve parar de duvidar de si mesmo. Kevin acredita que se mudou para Nova York por medo e usa a peça de teatro para ensinar uma lição de vida às suas sobrinhas; ele também tem uma propensão para desenhar como Jackson Pollock. Kate começa a agir estranho ao assistir um jogo dos Steelers e diz para Toby o motivo de jogos de futebol serem pessoais para ela. Então, é confirmado que Jack morreu em algum momento. |              |                                                                                |                            |                                                |                         |                     |
| 6 | 6            | "Career Days" "(Dias das Profissões)"                                          | Craig Zisk                 | Bekah Brunstetter                              | 1 de novembro de 2016   | 8,48                |
| Randall troca sua comodidade pela empresa com base nas futuras condições meteorológicas, um trabalho que ninguém parece entender, e ele tenta, sem sucesso, explicar isso no Dia das Profissões. Flashbacks revelam que Randall é extraordinariamente inteligente desde criança, o que o levou a ser transferido para uma escola particular de elite. Kate começa a trabalhar como assistente pessoal de Marin e acaba tendo que lidar com a filha adolescente mal-educada de Marin, Jemma. Jemma, que está acima do peso, tem certeza de que sua mãe contratou Kate como uma maneira de confortá-la. Kate revela que não fala mais com sua mãe, Rebecca. Olivia tem métodos pouco ortodoxos de ensinar Kevin a lidar com a dor. Randall decide fazer aulas de piano, mas não com William. |              |                                                                                |                            |                                                |                         |                     |
| 7 | 7            | "The Best Washing Machine in the World" "(A Melhor Máquina de Lavar do Mundo)" | Silas Howard               | K.J. Steinberg                                 | 15 de novembro de 2016  | 9,50                |
| Em flashbacks, os filhos de Jack e Rebecca já são adolescentes. Kevin e Randall brigam mais do que nunca. Kevin sai do quarto e vai para o porão, querendo que Randall fique longe dele. No presente, Kevin e Randall saem para jantar sozinhos quando Rebecca e Miguel decidem cancelar. Parece que Kevin, propositadamente, sentou em uma grande mesa com outras pessoas para que os dois não precisassem ficar sozinhos, mas ele bruscamente vai embora quando descobre que Randall nunca assistiu O Babá. Kate trabalha duro na tentativa de perder peso, mas fica desapontada com os resultados; enquanto isso, Toby atinge seus objetivos de perda de peso sem ter dificuldades e decide abandonar completamente a dieta. Beth e William comem biscoitos de maconha juntos e ele, acidentalmente, revela que conhece Rebecca desde que Randall era bebê. Ironicamente, Beth coloca as coisas de Kevin no porão. |              |                                                                                |                            |                                                |                         |                     |
| 8 | 8            | "Pilgrim Rick" "(Rick, o Peregrino)"                                           | Sarah Pia Anderson         | Isaac Aptaker & Elizabeth Berger               | 22 de novembro de 2016  | 9,00                |
| No passado, a família Pearson sai para uma viagem de seis horas de estrada para passar o Dia de Ação de Graças na casa dos pais de Rebecca, mas se envolvem em um acidente de carro e desistem completamente do jantar. Kate se afasta de Toby antes do Dia de Ação de Graças, dizendo que precisa ter controle de seu peso e de sua vida. Kevin convida Olivia para comemorar o Dia de Ação de Graças na casa de Randall. Beth dá um último aviso para Rebecca, pois ela teve 36 anos para contar a verdade para Randall, mas ele descobre antes de Rebecca contar para ele. William aconselha Olivia a ser mais gentil com Kevin enquanto ainda pode. Kevin deixa Miguel participar de uma tradição da família Pearson no Dia de Ação de Graças. Depois de um voo desastroso, Kate anuncia uma decisão de mudança de vida. |              |                                                                                |                            |                                                |                         |                     |
| 9 | 9            | "The Trip" "(A Viagem)"                                                        | Uta Briesewitz             | Vera Herbert                                   | 29 de novembro de 2016  | 10,53               |
| Randall fica intoleravelmente devastado pelas mentiras e pela traição de sua mãe. Ele, Kate e Kevin fazem uma viagem para a cabana da família deles; Olivia vai junto com dois amigos não convidados: Asher, seu ex-namorado, e Sloane, a dramaturga dela e de Kevin. Olivia é rude com Kate, o que leva a um desentendimento entre os irmãos. Em flashbacks, Randall, em sua infância, começa a acreditar que pode encontrar seus pais biológicos pelo traço genético do ato de enrolar a língua. Rebecca nunca conta para Jack que conhece os pais de Randall. No presente, Randall tem uma imaginação de Jack na cabana. Embora o "Jack da Imaginação" esteja chocado pelo fato de que Rebecca mentiu, ele diz para Randall tentar entender o ponto de vista de sua mãe. Kate ainda quer ser amiga de Toby, mas preferiria não ser. Kevin não gosta de como Olivia e Asher se comportam e os expulsa, terminando seu relacionamento com ela. Mais tarde, ele acaba dormindo com Sloane. Randall diz para sua mãe que não vai falar com ela novamente até o natal. |              |                                                                                |                            |                                                |                         |                     |
| 10 | 10           | "Last Christmas" "(Último Natal)"                                              | Helen Hunt                 | Donald Todd                                    | 6 de dezembro de 2016   | 10,95               |
| Quando Kate, ainda jovem, tem apendicite na véspera de natal, a família Pearson a leva para o hospital, onde se deparam com o Dr. K, a quem eles percebem estar precisando de apoio, já que está morrendo. Kevin comemora o Chanucá com a família de Sloane e a convence a estrelar sua própria peça de teatro quando vê que ela tem talento para atuar. Kate consulta uma médica com sua mãe para falar sobre a cirurgia de mudança de vida que quer fazer. Randall tenta impedir seu colega de trabalho de tentar cometer suicídio. É revelado que William é bissexual. Toby chega na casa de Randall para surpreender Kate, e eles reatam seu relacionamento, mas, mais tarde, ele desmaia e é levado para o hospital para ser operado. |              |                                                                                |                            |                                                |                         |                     |
| 11 | 11           | "The Right Thing to Do" "(A Coisa Certa a Se Fazer)"                           | Timothy Busfield           | Aurin Squire                                   | 10 de janeiro de 2017   | 10,48               |
| É revelado que Toby teve arritmia cardíaca, não um ataque cardíaco. Jack e Rebecca procuram uma casa onde sua crescente família possa caber, mas não esperavam ter trigêmeos. Randall sente que o tempo que William passou com Jesse está levando a preciosos momentos longe de sua família, mas se assegura de que é apenas para ajudá-lo com suas necessidades médicas. Kevin e Sloane estão indo bem em seu relacionamento — até que Olivia volta. Jack pede dinheiro para seu pai alienado e abusivo e constrói uma casa maior. Kate e Toby falam sobre casamento. |              |                                                                                |                            |                                                |                         |                     |
| 12 | 12           | "The Big Day" "(O Grande Dia)"                                                 | Ken Olin                   | Dan Fogelman & Laura Kenar                     | 17 de janeiro de 2017   | 9,59                |
| O episódio acontece pouco antes do nascimento dos trigêmeos. Rebecca tem um colapso mental e se esquece do aniversário de Jack. Miguel tenta encorajar Jack a comemorar mais um aniversário antes de se tornar pai, levando-o para jogar golfe. O Dr. K luta para aceitar a morte de sua esposa, que morreu há 14 meses atrás, se recusando a se livrar de seus pertences, e também, recusando um convite para jantar na casa de uma viúva. O bombeiro Joe luta com seu casamento, e pede um milagre para um padre. William deixa Randall, recém-nascido, no quartel do corpo de bombeiros. Joe decide levá-lo primeiro para sua esposa, que se recusa a cuidar dele, mesmo que ela não possa engravidar. Joe leva o bebê para o hospital e Jack decide adotá-lo após a morte de um dos trigêmeos. No dia seguinte, o Dr. K decide jogar fora os pertences de sua esposa e aceitar o convite para jantar na casa de sua amiga. |              |                                                                                |                            |                                                |                         |                     |
| 13 | 13           | "Three Sentences" "(Três Frases)"                                              | Chris Koch                 | Joe Lawson & Bekah Brunstetter                 | 24 de janeiro de 2017   | 9,63                |
| O aniversário de 10 anos dos trigêmeos se aproxima, e, ao invés de manterem a tradição familiar de comemorarem o dia, Kevin e Kate convencem seus pais a fazer festas separadas para eles, em que cada um dos trigêmeos tem que convidar todos os seus colegas de classe da escola. Na festa de aniversário, Randall consegue apenas alguns colegas, enquanto Kevin e Kate conseguem lotar suas festas. Quando a melhor amiga de Kate, Sophie, chega, ela e toda a festa de Kate vão para a festa de Kevin, deixando Kate sozinha. Então, Jack vai confortá-la. No presente, Randall tenta fazer uma oferta de um projeto em Calgary, mas é interrompido por William, que parou seus tratamentos de quimioterapia recentemente e agora está energizado. A médica de Kate a incentiva a frequentar um acampamento ao invés de fazer uma cirurgia de perda de peso. Depois que Kevin termina com Sloane e Toby deixa Kate no acampamento, os dois vão para um bar juntos. Seguindo o conselho de Toby de ir atrás da mulher que realmente ama, Kevin tenta se reconciliar com Sophie, seu amor de infância e sua ex-esposa. Um misterioso trabalhador no acampamento tenta conversar com Kate, que agora está noiva de Toby, e age como se estivesse tentando seduzi-la. |              |                                                                                |                            |                                                |                         |                     |
| 14 | 14           | "I Call Marriage" "(Escolho o Casamento)"                                      | George Tillman Jr.         | Kay Oyegun                                     | 7 de fevereiro de 2017  | 9,57                |
| Miguel e Shelly se divorciam e, temendo que seu casamento tome o mesmo destino, Jack tenta trazer emoção ao relacionamento dele e de Rebecca. Kevin tenta se reconciliar com sua ex-esposa, Sophie. Toby surpreende Kate no acampamento que ela está frequentando e é recebido com indelicadeza. O estresse atinge Randall e ele não consegue lidar com isso. Ele perde uma reunião de negócios que planejou sozinho, sabendo que os campeonatos de xadrez de sua filha eram na mesma noite. |              |                                                                                |                            |                                                |                         |                     |
| 15 | 15           | "Jack Pearson's Son" "(O Filho de Jack Pearson)"                               | Ken Olin                   | Isaac Aptaker & Elizabeth Berger               | 14 de fevereiro de 2017 | 9,03                |
| Kate é expulsa do acampamento de pessoas acima do peso e pede desculpas para Toby. Eles começam a fazer perguntas sobre a vida de um do outro para fortalecer o relacionamento, mas Kate não consegue responder quando Toby pergunta como seu pai morreu. Rebecca decide ir em uma turnê com sua banda, mas, após descobrir que ela namorou um dos membros da banda, Jack não quer que ela vá. Eles brigam e Jack sai para beber pela primeira vez em anos. Kevin está prestes a entrar em sua peça de teatro quando Randall liga para ele, angustiado. Kevin se lembra de quando Randall costumava ter colapsos nervosos por causa da pressão auto-infligida. Então, Kevin vai embora do teatro para encontrar Randall e confortá-lo. |              |                                                                                |                            |                                                |                         |                     |
| 16 | 16           | "Memphis" "(Memphis)"                                                          | John Requa & Glenn Ficarra | Dan Fogelman                                   | 21 de fevereiro de 2017 | 9,35                |
| Randall leva William para Memphis, sua cidade natal. Intermitentemente, o relacionamento de William com sua mãe ao longo de seu crescimento é mostrado, onde ela o deixa cuidando de parentes em Pittsburgh, durante sua adolescência. Na época, William toca em um banda no clube de seu primo. Ele descobre que sua mãe está doente e decide se mudar para Pittsburgh, onde ela morre. No presente, William volta à sua antiga casa, e leva Randall até o clube de seu primo, que ainda está com raiva dele por ter saído da banda, mas o perdoa e o deixa tocar novamente. Na manhã seguinte, William fica inconsciente em sua cama e é levado para o hospital, onde os médicos dizem para Randall que William tem apenas algumas horas de vida. Então, Randall usa o truque de acalmação de Jack para ajudar a aliviar o medo de William de morrer. William morre com Randall ao seu lado. |              |                                                                                |                            |                                                |                         |                     |
| 17 | 17           | "What Now?" "(E Agora?)"                                                       | Wendey Stanzler            | K.J. Steinberg & Vera Herbert                  | 7 de março de 2017      | 11,15               |
| William deixou um recado para as filhas de Randall encorajando-as a fazer uma celebração de vida para ele em vez de um funeral. Durante a celebração, Beth se torna emocional porque não conseguiu um adeus adequado dele. Rebecca parte para sua turnê, e Jack percebe que seu casamento está em apuros, principalmente depois de uma conversa com Kate. Em uma caminhada cerimonial durante a celebração de vida de William, Rebecca admite que pensou em contar para Randall sobre seu pai durante sua adolescência, mas tinha medo de que ele fosse embora. Kevin começa a focar em reatar com Sophie e convencer um crítico do jornal The New York Times a comparecer à noite de abertura de sua peça de teatro. Após a peça, Randall vai para seu escritório e se demite por causa da maneira com que a empresa o tratou quando ele estava um tempo fora. Ao dormir com Sophie, Kevin recebe um telefonema de Ron Howard, que ficou impressionado com o seu desempenho na peça e lhe oferece um papel em um filme. Beth recebe um cartão postal de William vindo de Memphis, com um adeus para a "filha que nunca tive". Kate decide contar para Toby sobre a morte de seu pai, então, ela diz que é a responsável por Jack ter morrido. Na cena final, Jack sai de um bar e liga para Kate na estrada para dizer que vai consertar seu casamento. |              |                                                                                |                            |                                                |                         |                     |
| 18 | 18           | "Moonshadow" "(Sombra da Lua)"                                                 | Ken Olin                   | Dan Fogelman, Issac Aptaker & Elizabeth Berger | 14 de março de 2017     | 12,84               |
| Jack dirige bêbado para Cleveland para ver o show de Rebecca, onde o ex-namorado dela, Ben, tenta beijá-la momentos antes da banda subir no palco. Jack descobre e dá um soco nele, o que faz Rebecca levá-lo para casa. Em flashbacks, Jack e Rebecca são mostrados em 1972, onde os dois procuram emprego e arrumam encontros às cegas. Jack e um amigo vão a uma partida de poker com as economias de vida de Jack, e ganham o primeiro jogo, mas, depois, são roubados por outros jogadores na rua. Quando Jack e Rebecca voltam para casa, os dois brigam por causa da recaída de Jack e por causa do fato de Rebecca estar se sentindo vazia, acrescentando que Jack não a ama como ela é atualmente. Em 1972, Rebecca vai em um encontro às cegas com um empresário de sucesso, mas vai embora para poder cantar em uma noite de música ao vivo. Jack bola um plano para roubar dinheiro do registro em um bar, mas se distrai quando vê Rebecca cantando. Jack compensa o argumento dizendo o que ele ama nela, e, enquanto se prepara para passar um tempo na casa de Miguel, ele diz que a história de amor deles "está apenas começando". Entrelaçado com as desculpas de Jack, Kate e Toby são mostrados voltando para Los Angeles, e, depois de ver uma foto de Rebecca, Kate decide que quer começar a cantar. Kevin se despede de Sophie e entra em um carro para se encontrar com Ron Howard e conversar sobre um papel em um filme. Depois de olhar um álbum de fotos dele mesmo e de sua família, Randall diz para Beth que quer adotar um bebê. |              |                                                                                |                            |                                                |                         |                     |